# Kimar
Kimar (Dzekwa) est une localité dans la commune de Jakiri dans le département de Bui au Nord-Ouest du Cameroun. 

## Population
En 1969, la localité comptait 734 habitants, principalement des Nso.
Lors du recensement national de 2005, la localité comptait 495 habitants, dont 213 hommes et 283 femmes. En 2012, une étude locale estime la population à 700 habitants, dont 336 hommes et 364 femmes.

## Éducation
Kimar possède une école primaire publique, G.S. Kimar. Kimar ne dispose pas d'écoles d'enseignement secondaire. Les écoles d'enseignement secondaire les plus proches se trouvent dans les villages voisins, Sop et Nyan-an.

## Santé publique
Kimar ne possède pas d'hôpitaux ni de centres de santé. L'hôpital public le plus proche, qui est un centre de santé intégré, se trouve dans la localité de Sop.
Kimar a un bon accès à l'eau potable à l'instar de certains villages avoisinants. 

## Accès à l'électricité
En 2012, Kimar n'a pas d'accès à l'électricité.

## Technologie
Depuis 2011, les habitants de Dzekwa ont accès au téléphone portable et à internet. Cet accès a permis le partage de données, surtout en ce qui concerne l'agriculture après la création par le gouvernement d'un télécentre pour la communauté. Les agriculteurs peuvent utiliser ce centre pour commercialiser leurs produits de manière directe. Ce centre permet également aux habitants de Dzekwa d'avoir accès à d'autres services sur Internet comme l'éducation, et des formations en business et en santé pour un montant d'un à deux dollars la journée.

## Réseau routier
Kimar ne se situe pas loin d'un réseau routier dont une route nationale principale et des routes rurales.